# Choqueuse-les-Bénards
Choqueuse-les-Bénards település Franciaországban, Oise megyében. Lakosainak száma 99 fő (2022. január 1.). Choqueuse-les-Bénards Catheux, Conteville, Hétomesnil és Le Mesnil-Conteville községekkel határos.

## Népesség
A település népességének változása:
| Lakosok száma | 108  | 104  | 105  | 103  | 102  | 102  | 102  | 102  | 99   |
|               | 2013 | 2015 | 2016 | 2017 | 2018 | 2019 | 2020 | 2021 | 2022 |